# 黎曙镇
黎曙镇，是中华人民共和国四川省绵阳市三台县曾经下辖的一个镇。2019年12月，撤销黎曙镇，将其所属行政区域划归金石镇管辖。

## 行政区划
黎曙镇撤销前下辖以下地区：
社区、旗山村、寨山村、土城村、黎曙长兴村、黎福村、黎曙村、字库村和佛岩村。